# Jan Baptist van Heil
Jan Baptist van Heil spesso citato come Jan Baptiste van Heil (Bruxelles, 1609 – Bruxelles, dopo 1685) è stato un pittore fiammingo del periodo barocco, noto per i ritratti e la pittura religiosa.

## Biografia
Poco si conosce sull'apprendistato e la vita di Jan Baptist van Heil. Suo padre Leo o Leon era un pittore e due dei suoi fratelli erano anch'essi artisti: Leo era un architetto e pittore e Daniel un pittore paesaggista.
Non si sa di chi fu allievo, ma probabilmente di suo padre almeno agli inizi.
Morì a Bruxelles in una data compresa tra il 1685 e il 1705.

## Opere
Sono note solo alcune delle sue opere ed è principalmente noto come ritrattista. Fu il progettista dei ritratti dei tre fratelli van Heil apparsi in Het Gulden Cabinet, il libro con le biografie dell'artista di Cornelis de Bie pubblicato ad Anversa nel 1662. I ritratti furono incisi da Frederik Bouttats il Giovane. Realizzò il Ritratto di Breynaert (un uomo noto per il suo esagerato appetito), che venne inciso da Antony van der Does.
Dipinse anche quadri di carattere religioso come pale d'altare. Un esempio è la sua Adorazione dei Magi nella chiesa di San Giovanni Evangelista di Tervuren.

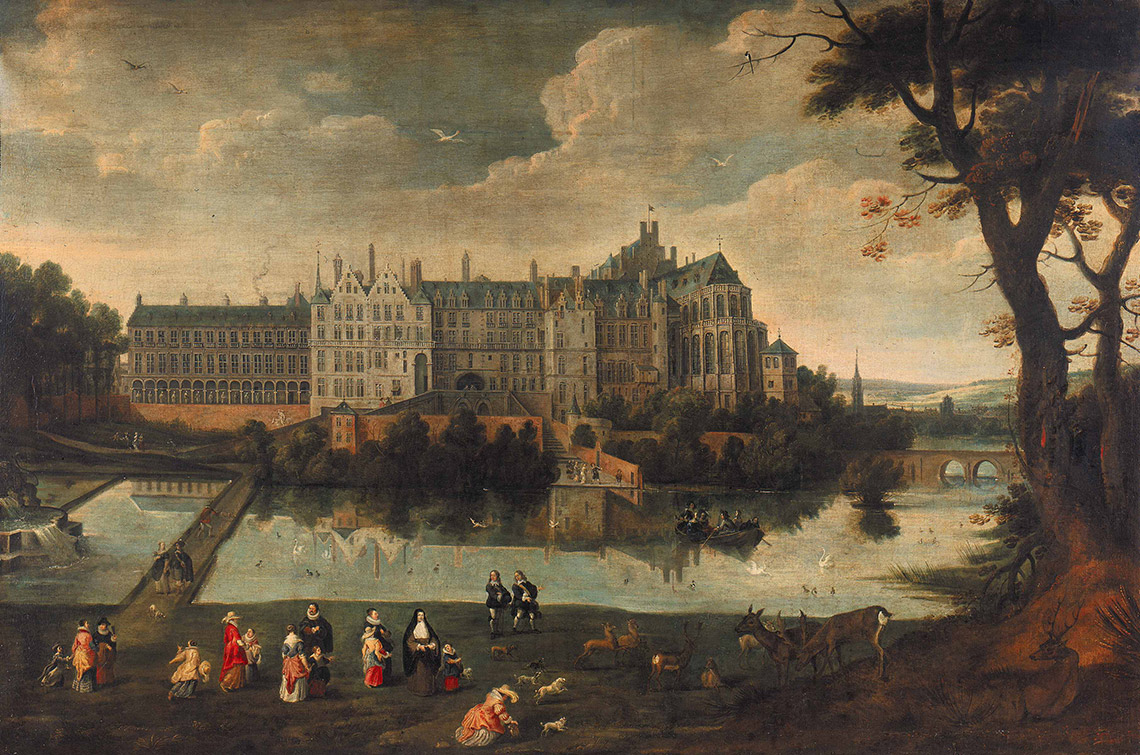
Infanta Isabella nei giardini di Palazzo Coudenberg

Collaborò con suo fratello Daniel nel dipinto Infanta Isabella nei giardini di Palazzo Coudenberg  (c. 1630, Museo della città di Bruxelles). Jan Baptist è ritenuto responsabile delle figure mentre suo fratello Daniel dipingeva il paesaggio e i palazzi. La tela mostra un paesaggio con il palazzo dei governatori dei Paesi Bassi meridionali vicino a Bruxelles. In primo piano Isabella Clara Eugenia d'Asburgo, vedova dell'arciduca Alberto e governante regnante, cammina nei giardini del palazzo con l'abito delle Clarisse, un ordine religioso al quale aveva aderito l'arciduchessa dopo la morte di suo marito.
Jan Baptist van Heil incaricato di disegnare le scene del primo teatro francese aperto a Bruxelles nei primi anni 1670.